# Pisgah (Iowa)
Pour les articles homonymes, voir Pisgah.
Pisgah est une ville du comté de Harrison, en Iowa, aux États-Unis. Elle est fondée en 1899 et incorporée le 2 juillet 1904.